# Pflegevermächtnis
Das Pflegevermächtnis in Österreich ist eine gesetzliche Anordnung (Vermächtnis) zur finanziellen Abgeltung von notwendigen und nützlichen Pflegeleistungen, die bis zu drei Jahre vor dem Tod des Erblassers in nicht nur geringfügigem Ausmaß von nahestehenden Personen unentgeltlich erbracht wurden.

## Geschichte
Die Diskussion über das Pflegevermächtnis ging durch viele Jahre. Durch die Änderung des österreichischen Erbrechts 2015 wurde dann das Pflegevermächtnis zum 1. Januar 2017 eingeführt.

## Rechtsnatur und grundsätzliche Voraussetzungen
Das Pflegevermächtnis ist ein gesetzliches Vermächtnis (erbrechtlicher Anspruch) und besteht im Ersatz der höchstpersönlich erbrachten Pflegeaufwendungen/Leistungen
- für die nützliche[5] und
- notwendige Pflege (z. B. für Hilfe bei der Körperpflege, beim Ankleiden, bei der Nahrungsaufnahme oder die Unterstützung bei der Mobilisierung). Die Notwendigkeit der Pflegeleistung richtet sich nach dem Nutzen für den Gepflegten und ob bzw. inwieweit er nicht in der Lage war, diese Leistung selbst zu erbringen. Pflegeleistung kann z. B. auch sein: Zubereitung von Mahlzeiten, Besuche zum Vorlesen bei einer Sehbehinderung des Gepflegten, Kaffee trinken, gemeinsame Ausflüge machen Lebensmitteleinkauf, Gesellschaftsspiele spielen etc.[6]
- des Verstorbenen durch
- eine ihm nahestehenden Person,
- in maximal den letzten drei Jahren vor seinem Tod[7],
- wobei die Mindestdauer der Pflege sechs Monate betragen muss und
- nicht nur im geringfügigen Ausmaß (mehr als 20 Stunden pro Monat erforderlich[8]) erbracht worden sein darf,
- soweit für diese Pflege in dieser Zeit nicht bereits eine Zuwendung gewährt oder ein Entgelt vereinbart wurde (kein Doppelentgelt möglich).[9]

Das Pflegevermächtnis kann erst nach Ableben der gepflegten Person im Verlassenschaftsverfahren geltend gemacht werden.

### Zweck
Der Zwecks des Pflegevermächtnisses ist die finanzieller Absicherung von pflegenden Personen für ihre Pflegeleistungen. Der Großteil der Pflegeleistungen wird in Österreich von weiblichen Angehörigen erbracht (ca. 3/4).

### Pflege
Pflege ist jede Tätigkeit, die dazu dient, einer pflegebedürftigen Person soweit wie möglich die notwendige Betreuung und Hilfe zu sichern sowie die Möglichkeit zu verbessern, ein selbstbestimmtes, bedürfnisorientiertes Leben zu führen (§ 677 Abs. 2 ABGB). Hierzu kann je nach Einzelfall auch Betreuung zählen und umfasst dies nicht nur professionelle Tätigkeiten.
Die Pflege muss sich auf die tatsächliche Einschränkung der gepflegten Person beziehen. Ist jemand z. B. in der Lage noch einzukaufen, aber nicht, sich zu waschen, so kann sich die Pflegeleistung nur auf die Hilfe beim Waschen beziehen.
Ist jemand gar nicht pflegebedürftig, kann auch keine Abgeltung von Leistungen aus einem Pflegevermächtnis erfolgen. Eine Pflege entgegen dem Willen des vermeintlich Pflegebedürftigen eröffnet keinen Anspruch aus einem Pflegevermächtnis. Maßnahmen, die nur der Prävention von Pflegebedürftigkeit dienen, sind keine Pflegeleistungen, welche ein Pflegevermächtnis auslösen können.

### Nahestehende Person
Nahe stehend sind Personen aus dem Kreis der gesetzlichen Erben des Verstorbenen, deren Ehegatte, eingetragener Partner oder Lebensgefährte und deren Kinder sowie der Lebensgefährte des Verstorbenen und dessen Kinder (§ 677 Abs. 3 ABGB). Das Pflegevermächtnis kann auch mehreren nahestehenden Personen zustehen, sofern jede dieser Personen die Voraussetzungen erfüllt. Ein Anspruch aus einem Pflegevermächtnis ist auch dann unter Umständen gegeben, wenn Leistungen erbracht werden, die unter die familiäre Beistandspflicht fallen.

### Anspruchsentstehung und Höhe des Vermächtnisses
Die Abgeltung der Pflege im Rahmen eines Pflegevermächtnisses entsteht erst nach dem Tod der gepflegten Person (§ 684 ABGB) und verjährt nach drei Jahren, sofern die Ansprüche nicht vorher im streitigen Verfahren gerichtlich geltend gemacht werden.
Die Höhe des Pflegevermächtnisses richtet sich nach Art, Dauer und Umfang der Pflegeleistungen und kann sich z. B. an den Pflegeaufwendungen, welche sich die gepflegte Person aufgrund der Hilfe durch den nahen Angehörigen erspart hat bemessen (§ 1152 ABGB). Daher ist es bei Streitigkeiten über das Vorliegen des Pflegevermächtnisses erforderlich, dass die pflegende Person nachweisen kann, welche Leistungen sie in welchem Zeitraum erbracht hat (das Pflegevermächtnis ist ein schuldrechtlicher Anspruch zwischen Pflegendem und dem/den Erben). Die Mindest-Nettolohntarife für im Haushalt beschäftigte Personen können dabei eine Orientierungshilfe sein.
Wurden die Pflegeleistungen
- durch anrechenbare letztwillige Zuwendungen des Gepflegten oder
- durch Zuwendungen Dritter (z. B. von Geschwistern) oder
- der öffentlichen Hand

bereits dem Pflegenden abgegolten, hat der Pflegende keinen Anspruch auf das Pflegevermächtnis. Wurde dies nur teilweise abgegolten, hat der Pflegende Anspruch auf den fehlenden Teil.
Das Pflegevermächtnis gebührt jedenfalls neben dem Pflichtteil und ist auf diesen daher nicht anzurechnen. Neben anderen Leistungen aus der Verlassenschaft jedoch nur dann nicht, wenn der Verstorbene dies ausdrücklich verfügt hat (der Gepflegte kann daher eine Anrechnung anordnen). Das Pflegevermächtnis kann nur bei Vorliegen eines Enterbungsgrundes entzogen werden (§ 678 ABGB). Ist jedoch kein Verlassenschaftsvermögen (Erbschaft) vorhanden oder ist die Erbschaft sogar überschuldet, dann kann auch kein Pflegevermächtnis geltend gemacht werden.

## Rechtsquelle
Die primären gesetzlichen Regelungen des Pflegevermächtnisses finden sich in den §§ 677 und 678 ABGB. Diese werden unter Umständen ergänzt durch Regelungen über Vermächtnisse (z. B. § 779 ABGB), Regelungen über die nützliche Geschäftsführung ohne Auftrag (§ 1037 ABGB), die bereicherungsrechtlichen Regelungen in § 1435 ABGB etc.